# Phelpsia
Genre
Phelpsia est un genre monotypique de passereaux de la famille des Tyrannidés. On le trouve dans les Llanos du Venezuela.

## Liste des espèces
Selon la classification de référence du Congrès ornithologique international (version 9.1, 2019) :
- Phelpsia inornata — Tyran des llanos (Lawrence, 1869)